# José María Rosa (padre)
José María Rosa (San Fernando, Buenos Aires, Argentina, 9 de marzo de 1846-Capital Federal, Buenos Aires, Argentina, 13 de septiembre de 1929) fue un político y abogado argentino que se desempeñó dos veces como ministro de Hacienda de la Nación, del presidente Julio A. Roca, en su segundo mandato (1898-1904) y del presidente Roque Sáenz Peña (1910-1914). 

## Biografía
José María Rosa nació en el pueblo de San Fernando el 9 de marzo de 1846, en la quinta veraniega de su padre. Era hijo del comerciante español Vicente Rosa Carim y de la porteña Josefa Pons Martínez. 
Cursó sus estudios en el Colegio Nacional de Buenos Aires, que dirigía Amadeo Jacques. Se graduó como doctor en jurisprudencia en 1869 en la Facultad de Derecho de la Universidad de Buenos Aires, estrechando vínculos de amistad durante su tiempo universitario con hombres de la talla de Aristóbulo del Valle, Carlos Pellegrini, Mariano Demaría, José Antonio Terry, Bonifacio Lastra, Nicolás Achával, Norberto Quirno Costa y con otros hombres que descollaron más tarde en vida política de la República Argentina.
El 29 de octubre de 1869 fue designado Secretario de la Legación Argentina en Río de Janeiro, en reemplazo de Leandro Alem; y al fallecer el ministro diplomático argentino, el general Wenceslao Paunero, el joven Rosa asumió nuestra representación ante el gobierno y corte imperial brasileña, como Encargado de Negocios, el 20 de junio de 1871.
De regreso en la Argentina, Rosa entró como ujier en Corte Suprema de Justicia, y luego se le ascendió, sucesivamente, a Fiscal en lo Civil, y a Juez del mismo fuero, hasta 1880, año en que renunció al juzgado para incorporarse al estudio de su amigo el doctor Juan José Romero. Durante casi 45 años, el estudio de los doctores Romero y Rosa adquirió justa nombradía y respeto, y fue el más importante de Buenos Aires.
Después de la revolución del 80, al reorganizarse la Legislatura porteña, Rosa resultó elegido diputado, pero solo asistió a la sesión preparatoria de la Cámara renunciando a su cargo. En 1882 se incorporó a la Facultad de Derecho, como profesor suplente de derecho romano, reemplazando durante dos cursos, al titular Pedro Goyena. En julio de 1883 entró en la respectiva Academia, cesando por el nuevo estatuto el 1 de abril de 1886. En mayo de ese año renunció a la cátedra; y el 18 de junio de 1897 hasta el 21 de mayo de 1904 ocupó nuevamente el sillón de académico titular de Derecho.
José María Rosa estuvo al lado de Aristóbulo del Valle cuando participó de la formación del Partido Republicano en 1877, y le acompañó como colaborador del diario El Nacional, junto a Domingo Faustino Sarmiento y con el grupo liberal de sus amigos, Delfín Gallo, Pellegrini, Juan Carlos Gómez, Dardo Rocha, Miguel Cané, Lucio V. López y otros más. De la misma forma, Rosa fue solidario con Del Valle y participó en la Revolución del Parque en 1890, siendo miembro de la Unión Cívica.
Durante la década de 1890, Rosa perteneció al directorio del Banco Nación hasta que el recién electo presidente, el general Julio Argentino Roca, le ofreció el Ministerio de Hacienda en 1898. En el desempeño de su gestión, Rosa hizo sancionar, en 1899, la ley de conversión que dio estabilidad a la moneda argentina; por lo que dicho Ministro de Hacienda a pasado a la historia como uno de los más eminentes que tuvo la República. Cumplida la actuación señalada, Rosa renunció al ministerio de Hacienda en abril del 1900 y aceptó la presidencia de la Caja de Conversión, durante los próximos dos años.
En 1910, el presidente Roque Sáenz Peña le encargó nuevamente la dirección de la economía nacional desde el Ministerio de Hacienda, cargo al cual Rosa renunció en agosto de 1912, debido al quebrantamiento de su salud.
Rosa falleció el 13 de septiembre de 1929 en Buenos Aires.